# Alain Top
Alain Top (Beveren, 21 december 1965) is een Belgische politicus voor Vooruit en voormalig tafeltenniskampioen.

## Biografie
Alain Top werd geboren in Beveren. Toen hij drie jaar was, verhuisden zijn ouders naar Harelbeke. Top ging naar de Rijksbasisschool en het RMS in Harelbeke. Hij volgde economie aan het atheneum en volgde van 1983 tot 1985 de richting sociaal adviseur aan het HIEPSO in Kortrijk. Hij deed zijn legerdienst in 1987 bij de zeemacht in Zeebrugge en werkte enkele jaren bij de politie in Harelbeke.
Van 1990 tot 2002 werkte Top als projectbeheerder en productverantwoordelijke bij het Centrum voor Informatica (CEVI). In de periode was hij tevens kabinetsmedewerker op het kabinet van staatssecretaris voor Wetenschapsbeleid Erik Derycke. Van 2002 tot 2011 was hij verbonden aan de personeelsdienst van de Intergemeentelijke Maatschappij voor Openbare Gezondheid (IMOG), en van januari tot december 2012 was hij kabinetsmedewerker van minister Ingrid Lieten. 
Hij werd tevens actief in de lokale politiek van Harelbeke. Van 1995 tot 2000 was hij ondervoorzitter en van 2001 tot 2006 voorzitter van de lokale SP- en sp.a-afdeling. In 2000 werd Alain Top verkozen tot gemeenteraadslid van de gemeente en van december 2003 tot september 2004 was hij er schepen. In januari 2007 werd hij opnieuw schepen, bevoegd voor Informatie en Communicatie, ICT, E-Government, Sport, Musea en Toerisme, en Archief. Hij bekleedde de functie tot eind 2012.
Hoewel CD&V bij de verkiezingen op 14 oktober 2012 de grootste partij van Harelbeke bleef, besloten sp.a-Groen en N-VA om samen een coalitie te vormen. CD&V haalde 12 zetels en 35,7 procent van de stemmen, een grote tien procent meer dan sp.a/Groen. Het kartel ging er dus 3 procent op achteruit. Top kreeg wel 3.013 voorkeurstemmen - 395 meer dan toenmalig burgemeester Rita Beyaert. Om de meerderheid iets minder krap te maken, werd Open vld er nog bij gehaald en op 1 januari 2013 trad Alain Top in functie als burgemeester. Zo kreeg Harelbeke voor het eerst sinds 25 jaar, na Eric Pinoie, weer een rode burgemeester. Na de verkiezingen van oktober 2018 kon hij burgemeester blijven aan het hoofd van een coalitie tussen het kartel sp.a-Groen en CD&V. Bij de verkiezingen van oktober 2024 behaalde de lijst Team Harelbeke, een kartel tussen CD&V en Open Vld, een absolute meerderheid, waardoor Top na afloop van zijn burgemeesterschap in december 2024 als gemeenteraadslid op de oppositiebanken belandde. Bij de gemeenteraadsverkiezingen twee maande
Bij de federale verkiezingen van mei 2014 stond Top op de derde plaats van de sp.a-lijst in de kieskring West-Vlaanderen. Hij werd verkozen als lid van de Kamer van volksvertegenwoordigers met 9.572 voorkeurstemmen. Als Kamerlid hield hij zich vooral bezig met defensie. Bij de verkiezingen van mei 2019 was hij kandidaat voor het Vlaams Parlement, maar hij raakte niet verkozen.